# Slag bij Cremona
De Slag bij Cremona tussen het leger van de Romeinse Republiek en een verbond van Gallische stammen vond plaats in 200 v.Chr. in Gallia Cisalpina. 

## Wat voorafging
Kort na het einde van de Tweede Punische Oorlog kwamen Gallische stammen in Gallia Cisalpina, sinds 203 v.Chr. een Romeinse provincie, in opstand tegen de Romeinse Republiek. De Insubres, Cenomani en Boii hadden de Liguriërs overgehaald om samen onder de Carthaagse generaal Hamilcar de stad Placentia aan te vallen. De stad werd geplunderd en in brand gestoken, waarna ze de Po overstoken met de bedoeling Cremona te plunderen. Cremona kreeg op tijd bericht van de vernietiging van Placentia en bereidde zich voor op een belegering. Er werd een hulpverzoek uitgezonden naar Lucius Furius Purpurio, de praetor van de provincie Gallia Cisalpina. Deze had echter al gehoor gegeven aan de resolutie van de Romeinse senaat om na de Punische Oorlog zijn leger te ontbinden. Hij had slechts 5.000 manschappen tot zijn beschikking, die bij Ariminum gestationeerd waren. Purpurio stuurde een bericht naar de senaat waarin hij de ernst van de situatie beschreef: een stad was vernietigd en een tweede ernstig bedreigd, en zijn 5.000 manschappen konden onmogelijk het Gallische leger van 40.000 man verslaan. De senaat reageerde door troepen te sturen en een bericht naar Carthago te sturen waarin ze bevalen dat men de Carthager Hamilcar terugriep om hem daarna over te leveren aan de Romeinen. Carthago antwoordde dat men niet meer kon doen dan Hamilcar verbannen en zijn bezittingen confisqueren.

## De slag bij Cremona
Toen het consulair leger van Aurelius Cotta uit Arretium arriveerde werden de troepen van Purpurio naar Etrurië gestuurd om het leger daar te vervangen. Purpurio was algemeen aanvoerder, Valerius Flaccus was commandant over de cavalerie en Caecilius over de legioenen. Purpurio vertrok met het consulair leger in geforceerde mars naar Cremona, dat reeds door de Galliërs werd belegerd. Aldaar aangekomen besloot Purpurio niet meteen de confrontatie aan te gaan met de her en der verspreide Galliërs, maar eerst een kamp op te slaan zodat zijn soldaten konden rusten. De volgende dag vielen de Galliërs aan en de Romeinen hadden amper tijd om in formatie te gaan staan, zo snel kwam de vijand op hen af. De Galliërs probeerden de Romeinse rechtervleugel met hun grotere leger te overweldigen en toen dit niet lukte probeerde ze de Romeinen in te sluiten. Purpurio zette daarop zijn reservelegioenen in om beide flanken te verlengen. Daarop liet hij de cavalerie van Valerius Flaccus een zijde van het Gallische leger aanvallen en de ala, de cavalerie van de hulptroepen, de andere zijde. De Galliërs versterkten daarop hun vleugels waardoor het centrum werd verzwakt en de Romeinse infanterie door de vijandige rangen kon breken. Daarop sloegen ze in wanorde op de vlucht, achtervolgd door de Romeinen. 35.000 Galliërs werden gedood, waaronder Hamilcar en drie Gallische edelen die het bevel voerden. 2000 krijgsgevangenen konden worden bevrijd en 200 Gallische wagens vol buit van de plunderingen kwamen in Romeinse handen. De Romeinen en hun hulptroepen verloren in de slag 2000 man, voornamelijk in de rechtervleugel die het eerst door de Galliërs was aangevallen.

## Nasleep
Purpurio wilde graag een triomftocht, maar wist dat de consul dit zou verhinderen. Daarom vertrok hij zonder dit aan te kondigen naar Rome en riep daar de senaat bijeen om een triomftocht aan te vragen. De invloedrijkste oude senatoren en vooral de consulares waren tegen: Purpurio was zonder toestemming naar Rome gekomen en het leger waarmee hij de Galliërs had overwonnen stond officieel onder leiding van consul Aurelius Cotta. Het grootste gedeelte van de senaat stond echter achter Purpurio omdat hij niet zelf voor deze oorlog gekozen had en in tijd van nood meteen de confrontatie was aangegaan. De invloedrijkste senatoren werden in deze kwestie gepasseerd door de meerderheid van jongere senatoren, die Purpurio zijn triomftocht toekenden. Het was ongebruikelijk dat een praetor deze grote eer kreeg en niet de consul, die toch het hoogste gezag vertegenwoordigde. Als dank voor zijn overwinning liet Purpurio in Rome de tempel van Veiovis bouwen, die in 192 v.Chr. werd ingewijd.
Oorlogen van de Romeinse Republiek
· Romeins-Etruskische Oorlogen
· Romeins-Aequische Oorlogen
· Latijnse Oorlog
· Romeins-Hernicische Oorlogen
· Romeins-Volscische Oorlogen
· Samnitische oorlogen (Eerste, Tweede, Derde)
· Pyrrhische Oorlog
· Punische oorlogen (Eerste, Tweede, Derde)
· Illyrische Oorlogen (Eerste, Tweede, Derde)
· Macedonische Oorlogen (Eerste, Tweede, Derde, Vierde)
· Romeins-Seleucidische Oorlog
· Aetolische Oorlog
· Galatische Oorlog
· Romeinse Verovering van Hispania (Eerste Celtiberische Oorlog, Lusitanische Oorlog, Numantische Oorlog, Sertorische Oorlog, Cantabrische Oorlogen)
· Achaeïsche Oorlog
· Oorlog tegen Jugurtha
· Cimbrische Oorlog
· Servilische Oorlogen (Eerste, Tweede, Derde)
· Bondgenotenoorlog
· Sulla's Burgeroorlogen (Eerste, Tweede)
· Mithridatische oorlogen (Eerste, Tweede, Derde)
· Gallische Oorlog
· Romeinse expedities naar Britannia
· Burgeroorlog tussen Pompeius en Caesar
· Einde van de Republiek (Slag bij Mutina, Burgeroorlog tegen Brutus en Cassius, Siciliaanse Opstand, Perusiaanse Oorlog, Burgeroorlog tussen Antonius en Octavianus)
Oorlogen van het Romeinse Keizerrijk
· Germaanse Oorlogen (Teutoburgerwoud, Marcomannenoorlog, Alemannische Oorlogen, Gotische Oorlog, Visigotische Oorlogen)
· Romeinse verovering van Britannia
· Boudicca
· Armenische Oorlog
· Vierkeizerjaar
· Joodse Oorlog
· Romeins-Parthische Oorlog
· Romeins-Perzische oorlogen
· Burgeroorlogen van de derde eeuw
. Gotische oorlog (376-382)
. Gotische opstand van Alarik I
. Gildonische opstand
. Gotische oorlog (402-403)
. Pictische oorlog van Stilicho
. Oorlog van Heraclianus
. Oorlog van Radegaisus
. Rijnoversteek
. Romeinse Burgeroorlog 427-429
· Val van het West-Romeinse Rijk